# Ctenognophos orientalis
Ctenognophos orientalis är en fjärilsart som beskrevs av Hedemann 1881. Ctenognophos orientalis ingår i släktet Ctenognophos och familjen mätare. Inga underarter finns listade i Catalogue of Life.